# جمعية علم الآثار التاريخي
جمعية علم الآثار التاريخي، (بالإنجليزية: Society for Historical Archaeology) هي منظمة مهنية تضم علماء يهتمون بعلم الآثار للعالم الحديث (من القرن الخامس عشر حتى الآن). تأسست في عام 1967، تهدف الجمعية إلى تعزيز البحث العلمي ونشر المعرفة المتعلقة بعلم الآثار التاريخي. تهتم الجمعية بشكل خاص بتحديد المواقع والحفريات وتفسيرها والحفاظ على المواد الأثرية على اليابسة وتحت الماء. تعتبر الجمعية أكبر منظمة من نوعها في العالم وثالث أكبر منظمة أنثروبولوجية في الولايات المتحدة.

## المهمة
تعد جمعية علم الآثار التاريخي منظمة تعليمية غير ربحية تهدف إلى تعزيز البحث العلمي ونشر المعرفة المتعلقة بعلم الآثار التاريخي؛ تبادل المعلومات في هذا المجال؛ عقد مؤتمرات دورية لمناقشة المشاكل ذات الاهتمام المشترك المتعلقة بدراسة علم الآثار التاريخي؛ والحصول على تعاون التخصصات المعنية في مشاريع البحث. بالتركيز على الحقبة منذ بداية الاستكشافات للأجزاء غير الأوروبية من العالم بواسطة الأوروبيين، مع اهتمام رئيسي في نصف الكرة الغربي. تهتم الجمعية أيضًا بعلم الآثار الأوروبي والأوقياني والأفريقي والآسيوي الذي له تأثير واضح على المشاكل العلمية في نصف الكرة الغربي.
توفر "المبادئ الأخلاقية لجمعية علم الآثار التاريخي" التابعة للجمعية مزيدًا من التوجيه لأعضاء الجمعية وعلماء الآثار التاريخيين والأشخاص في المجالات المتحالفة فيما يتعلق بالالتزامات الأخلاقية تجاه السجل الأثري والزملاء وأصحاب العمل والجمهور.

## الاجتماعات
بعد مؤتمر عام 1967 في دالاس، انعقد أول اجتماع سنوي للجمعية في عام 1968 في ويليامزبيرج، فيرجينيا. يوضح الجدول أدناه أماكن الاجتماعات وتواريخها منذ عام 2007.
| مقابلة          | موقع                         | تاريخ           |
| --------------- | ---------------------------- | --------------- |
| 55              | فيلاديلفيا، بنسيلفينيا       | 2022            |
| 54              | اجتماع افتراضي باستخدام Zoom | 2021            |
| 53rd            | بوسطن، ماساتشوستس            | 2020            |
| 52              | سانت تشارلز، ميسوري          | 2019            |
| الحادي والخمسون | نيو أورليانز، لويزيانا       | 3-6 يناير 2018  |
| الخمسين         | فورت وورث، تكساس             | 4-7 يناير 2017  |
| 49th            | واشنطن العاصمة               | 6-9 يناير 2016  |
| 48              | سياتل، واشنطن                | 6-11 يناير 2015 |
| 47              | كيبيك، كندا                  | 8-12 يناير 2014 |
| 46              | ليستر، بريطانيا              | 9-12 يناير 2013 |
| 45              | بالتيمور، ماريلاند           | 4-8 يناير 2012  |
| 44              | أوستن، تكساس                 | 5-9 يناير 2011  |
| 43rd            | (جزيرة أميليا، فلوريدا).     | 6-9 يناير 2010  |
| 42              | تورنتو، أونتاريو، كندا       | 7-11 يناير 2009 |
| 41              | (ألبوكركي، نيو مكسيكو).      | 9-13 يناير 2008 |
| الأربعين        | ويليامزبيرج، فيرجينيا        | 9-14 يناير 2007 |

كما تنظم الجمعية، بالتعاون مع المجلس الاستشاري لعلم الآثار تحت الماء، المؤتمر السنوي حول الآثار التاريخية والآثار تحت الماء، والذي يقام كل شهر يناير لتقديم الأوراق العلمية والندوات بالإضافة إلى التفاعل الاجتماعي والمهني.

## القيادة
قيادة الجمعية 2022-2023 هي كما يلي:
- الرئيس: جولي إم شابليتسكي، إدارة الطرق السريعة بولاية ميريلاند
- الرئيس المنتخب: ريتشارد فيت، جامعة مونموث
- السكرتيرة: سارة إي. ميلر، شبكة فلوريدا العامة للآثار
- أمين الصندوق: سارة ماسيا، مؤسسة المنظورات التاريخية.

## الروابط الخارجية [ تعديل ]
- الموقع الرسمي.
- مدونة الجمعية.